# Baptiste Jauneau
Baptiste Jauneau (Francia, 17 de noviembre de 2003) es un jugador profesional francés de rugby que se desempeña en la posición de medio scrum en ASM Clermont Auvergne, equipo perteneciente a la liga Top 14.

## Carrera
Jauneau es un jugador de formación francesa (JIFF). Comenzó su carrera deportiva con el equipo AS Buzy-Ogeu Rugby, en el cual jugó seis temporadas (2008-2014), después pasó a FC Oloron (2014-2018), luego a Biarritz Olympique Pays Basque (2018-2021), posteriormente a ASM Clermont Auvergne, donde lleva jugando tres temporadas.